# 日本グレード格付け管理委員会
日本グレード格付け管理委員会（にっぽんグレードかくづけかんりいいんかい）は、中央競馬・地方競馬の平地重賞競走の競走格付け（いわゆるグレード）のランキングを管理するための組織である。
委員は日本中央競馬会（JRA）から競走担当理事とハンデキャッパーの2名、地方競馬全国協会（NAR）から企画担当理事とレーティング責任者の2名、日本軽種馬協会から1名、アジア競馬連盟（ARF）日本代表の国際格付番組企画諮問委員会（IRPAC）委員1名、ARF日本代表のワールドベストレースホースランキング委員会（WBRRC）委員1名の計7名からなる。

## 設立の背景
日本の競馬において、重賞競走の格付けを開始したのは1984年の日本中央競馬会（JRA）からで、1995年に中央・地方の競馬相互交流の本格解禁がなされて以後は、多くの交流競走が施行され、地方競馬の開催において、どのレースがどのグレード格をつけるかが重要視されたことを受け、1996年に「ダートグレード競走格付け委員会」を設立したことにより、中央と地方の互換性のある統一ダートグレードが1997年から制定された。
その後、国際セリ名簿基準委員会により2006年、国際パート1に認定されたことを受け、これまで統一グレードを「G（I、II、III）」としていたのを、「国際グレード競走については従来のGグレード。国際競走ではない（地方競馬におけるダートグレード競走）、または国際競走でも国際グレード指定に必要なレーティングを満たしていない重賞（2・3歳限定戦）は日本国内限定のJpnグレード（読みは原則「ジー」。I、II、III）とする」ことが定められる。その後2009年に2・3歳限定の重賞などを含め、JRAで主催する平地重賞をすべて国際競走に指定することになるため、「ダートグレード競走格付け委員会」を発展解消し、JRA、地方競馬全国協会（NAR）、（公社）日本軽種馬協会、アジア競馬会議からなる本組織を設立した。

## 重賞の格付けについて
中央競馬に関しては、既存の重賞については国際互換のあるGグレードを採用し、新設の重賞については原則として最低2年間はグレード格を付けない「新設重賞」の扱いとして開催する。なお、みやこステークスは、｢日本グレード格付け管理要綱｣が定める格付け基準を満たしているため、第1回からGIIIに格付けされている。また重賞指定3年目以後であっても、国際グレード格付けに必要な直近3年間の各年度ごとと平均のそれぞれのレースレーティングの基準を満たしていなかった場合には格付けを認められない場合や、格付けの降格審査対象となりうる。
- 2018年の新設から格付なしの重賞として行われていた葵ステークスは、JRAが2021年にGIIIへの格付けを申請したが、カテゴリーである3歳馬のGIII基準レーティングは105ポンド（当時）[4]であるのに対し、2020年度のレーティングが104.50ポンドと基準値を下回っていたため、申請していた2021年のGIIIへの昇格が認められなかった[5]。JRAが2022年に再度GIIIへの格付けを申請し、2021年度のレーティングが107.50ポンドとなり平均基準値を上回ったことで、2022年よりGIIIの格付け承認を得ている[6]。
- ニュージーランドトロフィーは、2019年以降3年連続で3歳GII競走の基準値である110.00ポンドから3ポンドを超えて下回った（2019年：106.75、2020年：106.50、2021年：103.50）。本来であれば2022年については、日本グレード格付管理委員会またはアジアパターン委員会による降格審査の対象となるが、2022年はアジアパターン委員会が定めた「新型コロナウイルスに関する特例」により前年の数値が「適用除外」となったため「格付けに対する警告」に留まった。JRAの重賞競走で「格付けの警告」を受ける初のケースであり[注 4]、2022年のレーティングが格付基準値を3ポンドを超えて下回った場合は、2023年において降格審査対象となる可能性があった[6]が、2022年のレーティングは108.75と基準値を下回ったものの3ポンド以内に納まったため、2023年もGIIの格付けを維持した[7][8]。

また地方競馬におけるダートグレード競走についての格付けも当委員会によって行われる（地方競馬の場合は東京大賞典＜国際GI＞及び全日本2歳優駿＜JpnI / L（出走資格に制限のないリステッド競走）＞を除き国際競走ではないので、「（新設）重賞」以外の競走は従来に引き続き「Jpnグレード」を採用）。この場合でもダートグレードの格付けについては同条件かそれに準じる競走の重賞格上げを除いた新設競走については最低2年間はグレード格を付けない「新設重賞」扱いとする。
2012年以降のGI競走についてはアジア競馬連盟による格付け機関アジアパターン委員会の承認が必要となった。
なお、2019年から中央競馬のオープン特別競走のうち、生産の指標において重要になりうるとされる、準重賞競走についても、当委員会の審査により、リステッド競走（L格付け）に指定する。ただし、リステッド格付けの指定基準となる「レースレーティング100（2歳限定戦、および牝馬限定戦は95）以上の競走」であっても、出走馬の質を高める観点から、あえてリステッド格付け指定外となっているレースは多くある。
次年度の格付けについては、中央競馬が暦年制（1月開始）、地方競馬が会計年度制（4月開始）と開始時期が異なるため、まず中央競馬の翌年度の日程が確定する10月下旬か、11月初めを待って、ダートグレードの翌年度の暫定格付けを行う。中央の翌年度の全競走と、地方競馬に関しては1 - 3月分まではグレードが確定するが、地方競馬に関しては4 - 12月については格付けが未定であることから、当該年度の4 - 12月に行われた（あるいは今後行われる予定である）重賞競走と同じ（またはそれに準じる条件の）競走を暫定的に格付けする。
その後、地方競馬の開催スケジュール上の閉幕時期にあたる3月に、4 - 12月のダートグレードを確定させると共に、更にその翌年の1 - 3月の暫定格付けを行う。この場合も、中央競馬の日程が未定であることから、この期間に行われた重賞競走と同じ（またはそれに準じる条件の）競走を対象に暫定的な格付けを行う。